# 20 Batalion Ochrony Pogranicza
Samodzielny Batalion Ochrony Pogranicza nr 20 – samodzielny pododdział Wojsk Ochrony Pogranicza.

## Formowanie i zmiany organizacyjne
Na podstawie rozkazu MON nr 055/org. z 20 marca 1948 roku, na bazie Bałtyckiego Oddziału WOP nr 4, sformowano 12 Brygadę Ochrony Pogranicza, a 16 komendę odcinka WOP przemianowano na batalion Ochrony Pogranicza nr 20.
Rozkazem Ministra Obrony Narodowej nr 205/Org. z 4 grudnia 1948 roku, z dniem 1 stycznia 1949, Wojska Ochrony Pogranicza podporządkowano Ministerstwu Bezpieczeństwa Publicznego. Zaopatrzenie batalionu przejęła Komenda Wojewódzka Milicji Obywatelskej.
Z dniem 1 stycznia 1951 roku, na podstawie rozkazu MBP nr 043/org z 3 czerwca 1950 roku, na bazie 12 Brygady Ochrony Pogranicza, sformowano 15 Brygadę Wojsk Ochrony Pogranicza, a 20 batalion Ochrony Pogranicza przemianowano na 151 batalion WOP.

## Struktura organizacyjna
Dyslokacja batalionu przedstawiała się następująco :
- dowództwo batalionu – Trzebiatów
- 76 strażnica – Wisełka
- 77 strażnica – Dziwnów
- 78 strażnica – Nowe Śliwno
- 79 strażnica – Mrzeżowo (Depp)
- 80 strażnica – Rogowo (Kolberg Deep)